# Lloydkade

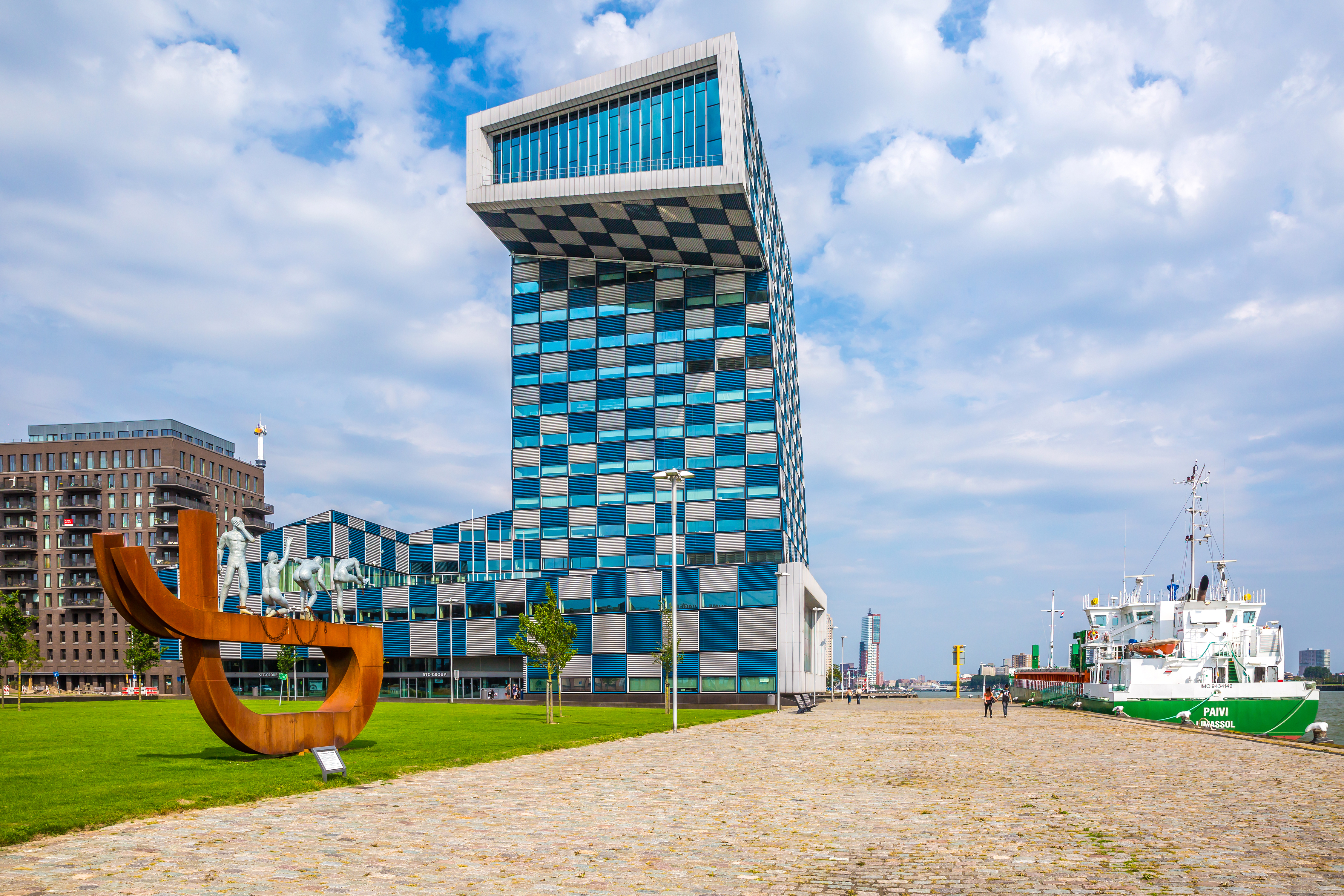
De Lloydkade te Rotterdam (2015)

De Lloydkade is een straat in Rotterdam Delfshaven die is vernoemd naar de voormalige Rotterdamsche Lloyd - later opgegaan in Nedlloyd - die voorheen haar schepen afmeerden aan de naastgelegen kade langs de rivier de Nieuwe Maas tussen de Schiehaven en de Sint Jobshaven, tegenwoordig bekend als het Lloydkwartier.